# Чарльтон (округ, Джорджія)
Шаблон:StateAbbr_ 30°47′ пн. ш. 82°08′ зх. д. / 30.78° пн. ш. 82.14° зх. д.
Округ  Чарльтон (англ. Charlton County) — округ (графство) у штаті  Джорджія, США. Ідентифікатор округу 13049.

## Історія
Округ утворений 1854 року.

## Демографія
За даними перепису 
2000 року 
загальне населення округу становило 10282 осіб, зокрема міського населення було 3914, а сільського — 6368.
Серед мешканців округу чоловіків було 5440, а жінок — 4842. В окрузі було 3342 домогосподарства, 2499 родин, які мешкали в 3859 будинках.
Середній розмір родини становив 3,2.
Віковий розподіл населення поданий у таблиці:
| Стать    | До 15 років | 15-21 | 22-29 | 30-39 | 40-49 | 50-65 | 65-85 | Понад 85 |
| -------- | ----------- | ----- | ----- | ----- | ----- | ----- | ----- | -------- |
| Чоловіки | 1196        | 717   | 615   | 959   | 784   | 759   | 378   | 32       |
| Жінки    | 1122        | 496   | 479   | 740   | 671   | 750   | 513   | 71       |

## Суміжні округи
- Брентлі - північний схід
- Кемден - схід
- Нассау, Флорида - схід
- Бейкер, Флорида - південь
- Вер - північний захід

## Виноски
1. ↑  U.S. Decennial Census. United States Census Bureau. Архів оригіналу за 26 квітня 2015. Процитовано 17 червня 2014.
2. ↑  Historical Census Browser. University of Virginia Library. Архів оригіналу за 11 серпня 2012. Процитовано 19 червня 2014.
3. ↑  Population of Counties by Decennial Census: 1900 to 1990. United States Census Bureau. Архів оригіналу за 2 лютого 2019. Процитовано 19 червня 2014.
4. ↑  Census 2000 PHC-T-4. Ranking Tables for Counties: 1990 and 2000 (PDF). United States Census Bureau. Архів оригіналу (PDF) за 18 грудня 2014. Процитовано 19 червня 2014.
5. ↑  State & County QuickFacts. United States Census Bureau. Архів оригіналу за 8 липня 2011. Процитовано 19 червня 2014. [Архівовано 2011-06-07 у Wayback Machine.](англ.) Наведено за англійською вікіпедією.
6. ↑  American FactFinder. Бюро перепису населення США. Архів оригіналу за 26 лютого 2012. Процитовано 31 січня 2008. [Архівовано 2008-05-21 у Wayback Machine.]

| США | Це незавершена стаття з географії США. Ви можете допомогти проєкту, виправивши або дописавши її. |